# Clifford Miranda
Clifford Miranda (Margao, India, 11 de julio de 1982) es un exfutbolista y entrenador de fútbol de la India que jugaba en la posición de centrocampista.

## Carrera

### Club
| Periodo   | Club                 |
| --------- | -------------------- |
| 2000-2015 | Dempo SC             |
| 2014      | → FC Goa (cedido)    |
| 2015-2016 | Atlético de Kolkata  |
| 2016      | → Mumbai FC (cedido) |
| 2016      | Minerva Punjab FC    |
| 2017      | Churchill Brothers   |

### Selección nacional
Jugó para India en 45 ocasiones de 2005 a 2014 y anotó seis goles; participó en la Copa Asiática 2011.

### Entrenador
| Periodo   | Club      |
| --------- | --------- |
| 2018-2019 | FC Goa B  |
| 2020      | FC Goa    |
| 2023      | Odisha FC |

## Logros

### Jugador
Dempo
- I-League: 2007–08, 2009–10, 2011–12
- National Football League: 2005, 2007[1]
- Copa Durand: 2006[2]
- Federation Cup: 2004[3]
- Indian Super Cup: 2008, 2010[4]

India
- AFC Challenge Cup: 2008
- SAFF Championship: 2005, 2011
- Copa Nehru: 2007, 2012

### Entrenador
Goa B
- Goa Professional League: 2018–19[5]

Goa
- Indian Super League: 2019–20

Odisha
- Super Cup: 2023[6]

## Estadísticas

### Goles con selección nacional
| Gol | Fecha      | Sede                             | Rival      | Marcador | Resultado | Torneo                                            |
| --- | ---------- | -------------------------------- | ---------- | -------- | --------- | ------------------------------------------------- |
| 1.  | 5-12-2011  | Jawaharlal Nehru Stadium (Delhi) | Bután      | 2–0      | 5–0       | Campeonato de la SAFF 2011                        |
| 2.  | 5-12-2011  | Jawaharlal Nehru Stadium (Delhi) | Bután      | 3–0      | 5–0       | Campeonato de la SAFF 2011                        |
| 3.  | 11-12-2011 | Jawaharlal Nehru Stadium (Delhi) | Afganistán | 2–0      | 4–0       | Campeonato de la SAFF 2011                        |
| 4.  | 6-2-2013   | Jawaharlal Nehru Stadium (Kochi) | Palestina  | 1–0      | 2–4       | Amistoso                                          |
| 5.  | 4-3-2013   | Thuwunna Stadium, Yangon         | Guam       | 1–0      | 4–0       | Clasificación para la Copa Desafío de la AFC 2014 |
| 6.  | 19-11-2013 | Kanchenjunga Stadium, Siliguri   | Nepal      | 2–0      | 2–0       | Amistoso                                          |